# 第29回全国中等学校優勝野球大会
第29回全国中等学校優勝野球大会（だい29かいぜんこくちゅうとうがっこうゆうしょうやきゅうたいかい）は、1947年8月13日から8月19日まで甲子園球場で実施された全国中等学校優勝野球大会である。中等学校大会としては最後の大会となる。

## 概要
1940年の第26回大会以来7年ぶりに甲子園球場で開催された。名物の大きな鉄屋根は戦時中に金属供出されたままで復元していなかった。また、球場の外野にはラッキーゾーンが設置されていたが大会期間中は撤去されている。地方大会には前年から380校増えて1125校が参加し、初めて1000校を超えた。
決勝戦では小倉中が6 - 3で岐阜商を下し、九州勢として初の優勝校となった。なお、この試合の試合時間は1時間12分で大会最短記録となっている。

## 代表校
| 地方大会 | 代表校   | 出場回数      |
| -------- | -------- | ------------- |
| 北海道   | 函館工   | 初出場        |
| 奥羽     | 福岡中   | 7年ぶり6回目  |
| 東北     | 仙台二中 | 22年ぶり2回目 |
| 北関東   | 桐生中   | 8年ぶり8回目  |
| 山静     | 谷村工商 | 初出場        |
| 南関東   | 成田中   | 2年連続2回目  |
| 東京     | 慶応商工 | 10年ぶり4回目 |
| 信越     | 県松本中 | 初出場        |
| 北陸     | 高岡商   | 8年ぶり3回目  |
| 東海     | 岐阜商   | 9年ぶり3回目  |

| 地方大会 | 代表校   | 出場回数      |
| -------- | -------- | ------------- |
| 京津     | 京都二商 | 初出場        |
| 紀和     | 海草中   | 7年ぶり7回目  |
| 大阪     | 浪華商   | 2年連続6回目  |
| 兵庫     | 神戸一中 | 13年ぶり4回目 |
| 山陰     | 鳥取一中 | 9年ぶり15回目 |
| 山陽     | 下関商   | 2年連続5回目  |
| 四国     | 志度商   | 初出場        |
| 北九州   | 小倉中   | 2年連続3回目  |
| 南九州   | 臼杵中   | 初出場        |

## 試合結果

### 1回戦
- 小倉中 9 - 3 神戸一中
- 福岡中 8 - 7 谷村工商（延長11回）
- 函館工 5 - 3 臼杵中

### 2回戦
- 志度商 10 - 4 鳥取一中
- 成田中 10 - 0 県松本中
- 仙台二中 4 - 2 浪華商
- 小倉中 3 - 0 桐生中
- 下関商 14 - 8 慶応商工
- 岐阜商 3 - 0 海草中
- 高岡商 9 - 8 福岡中
- 京都二商 1 - 0 函館工（延長10回）

### 準々決勝
- 小倉中 6 - 1 志度商
- 仙台二中 1 - 0 下関商（延長10回）
- 成田中 6 - 3 高岡商
- 岐阜商 7 - 6 京都二商

### 準決勝
- 小倉中 5 - 1 成田中（延長10回）
- 岐阜商 6 - 2 仙台二中

### 決勝
|        | 1 | 2 | 3 | 4 | 5 | 6 | 7 | 8 | 9 | R | H | E |
| ------ | - | - | - | - | - | - | - | - | - | - | - | - |
| 小倉中 | 0 | 0 | 0 | 0 | 1 | 4 | 1 | 0 | 0 | 6 | 9 | 0 |
| 岐阜商 | 0 | 3 | 0 | 0 | 0 | 0 | 0 | 0 | 0 | 3 | 6 | 1 |

1. （小）：福嶋 - 原
2. （岐）：樽井 - 木下
3. 審判
［球審］天知
［塁審］森田勇・伊達・高瀬
4. 試合時間：1時間12分

| 小倉中 | 小倉中 | 小倉中     |
| 打順   | 守備   | 選手       |
| ------ | ------ | ---------- |
| 1      | [左]   | 河野博幸   |
| 2      | [三]   | 宮崎康之   |
| 3      | [遊]   | 松尾研     |
| 4      | [捕]   | 原勝彦     |
| 5      | [中]   | 野々村雄幸 |
| 6      | [右]   | 井生元固   |
| 7      | [二]   | 西上岩蔵   |
| 8      | [一]   | 甲原康男   |
| 9      | [投]   | 福嶋一雄   |

| 岐阜商 | 岐阜商 | 岐阜商   |
| 打順   | 守備   | 選手     |
| ------ | ------ | -------- |
| 1      | [一]   | 吉田清   |
| 2      | [左]   | 成瀬道平 |
| 3      | [三]   | 辻勝弘   |
| 4      | [中]   | 大場明   |
| 5      | [投]   | 樽井清一 |
| 6      | [右]   | 栗木孝幸 |
| 7      | [遊]   | 河村正弘 |
| 8      | [捕]   | 木下育彦 |
| 9      | [二]   | 佐藤貞之 |

## 大会本塁打
1回戦
- 第1号：小俣唯一（谷村工商）

2回戦
- 第2号：高木茂（福岡中）

準々決勝
- 第3号：井生元固（小倉中）
- 第4号：鎌田誠二（京都二商）
- 第5号：足立礼四郎（京都二商）
- 第6号：岩木益三（京都二商）

準決勝
- 第7号：松尾研（小倉中）
- 第8号：西上岩蔵（小倉中）

## その他の主な出場選手
- 常見忠（桐生中）
- 萩元晴彦（県松本中）
- 伊沢修（海草中）
- 阪田正芳（浪華商）
- 引地信之（下関商）